# Jan Hof (politicus)
Jan Hof (Westdorp, 28 september 1926 – Assen, 25 april 2014) was een Nederlands politicus van de VVD.
Hij werd geboren als boerenzoon in een Drents dorp en kreeg op tweejarige leeftijd polio, waardoor hij later zijn vader niet als boer kon opvolgen. Hij studeerde af aan de Hogere Landbouwschool in Groningen, werd in 1948 adjunct-secretaris bij het Drents Landbouw Genootschap (DLG) in Assen en in 1951 secretaris-penningmeester van Landbouw Coöperatie Centrum voor Zuid West Nederland. In 1954 maakte hij de overstap naar Cebeco in Rotterdam waar hij hoofd afdeling voorlichting werd. Hij kwam in 1967 in de gemeenteraad van Pijnacker waar hij ook wethouder geweest is. In september 1978 werd Hof de burgemeester van Hendrik-Ido-Ambacht wat hij zou blijven tot hij in oktober 1988 vervroegd met pensioen ging. In 2014 overleed hij op 87-jarige leeftijd.
- International Standard Name Identifier: 0000 0003 9256 3494
- Nederlandse Thesaurus van Auteursnamen: 143862693
- Virtual International Authority File: 286636651
- WorldCat: E39PBJrRfCvKr7pDPHKfjH74MP